# غزال مونغالا
غزال مونغالا (الاسم العلمي: Eudorcas albonotata) هو نوع من الغزلان يعيش في السهول الفيضية والسافانا في جنوب السودان . تم وصفه لأول مرة من قبل عالم الحيوان البريطاني والتر روتشيلد في عام 1903. الوضع التصنيفي لغزال مونغالا متنازع عليه على نطاق واسع. في حين أن بعض التصنيفات تعتبره من الأنواع الأحادية الكاملة في جنس يودوركاس ، فإنه غالبًا ما يُعتبر نوعًا فرعيًا من غزال طومسون ، بينما تعتبره تصنيفات أخرى نوعًا فرعيًا من الغزال الأحمر .
غزال مونغالا هو ظبي متوسط الحجم. له فرو بني اللون، في حين أن الجبهة والبطن والأرداف لونها بيضاء بالكامل. يوجد شريط عريض لامع على جانبه تحته خط أحمر آخر. القرون موجودة في كلا الجنسين، لكن طول قرون الذكور يكون عادة ضعف طول قرون الإناث.